# Isaac Pavlovski
Pour les articles homonymes, voir Pavlovski.
Isaac Pavlovski ou Pavlovsky (en russe : Исаак Яковлевич Павловский, Issaak Iakovlevitch Pavlovski), né en 1853 à Taganrog et mort le 27 mars 1924 dans le 17e arrondissement de Paris, est un journaliste et écrivain russe.

## Biographie
Né à Taganrog, port de la mer d'Azov, de Yakov Moïssevitch Pavlovski et Agafia Gregorovna Gerchova. Aîné de sept frères et sœurs, il fit ses premières études au lycée (gymnasium) de la ville, condisciple d'Anton Tchekhov chez qui il habita quelque temps et qui resta son ami durant toute sa vie. 
Il fit ses études à l'Académie médico-chirurgicale de Saint-Pétersbourg, où il milita au sein des mouvements anti-tsaristes. Fondateur avec d'autres du Cercle révolutionnaire, il fut arrêté en 1875, pour propagande subversive, emprisonné et jugé. En prison, il épousa Vera Sergueïenna Gontcharova, jeune aristocrate militante, amie de la mathématicienne Sofia Kovalevskaïa et nièce de l'épouse de Pouchkine, qui pensa que ce mariage blanc allégerait la condamnation d'Isaac Pavlovski lors de la prononciation de la peine par le Tribunal.
Déporté près du cercle Arctique, à Pineaga, il s'enfuit et rejoignit la France en 1878. Proche de Tourgueniev, il publia dans Le Temps (en 1879), un texte intitulé « En cellule, mémoires d'un nihiliste » (Vodinochnom zaklyuchenii) qui relate les difficultés psychologiques rencontrées par un détenu lors de son enfermement. Après la mort de Tourgueniev, il publia un livre, Souvenirs sur Tourgueneff (Savine, 1887, Paris), qui fit grand bruit, Isaac Pavlovski prêtant à Tourgueniev des propos très critiques sur certains écrivains français de l'époque, dont Alphonse Daudet, Victor Hugo et les frères Goncourt.
Journaliste, il fut correspondant à Paris de plusieurs journaux russes dont le Novoïe Vremia. Il fut le correspondant permanent de ce grand quotidien de Saint-Pétersbourg durant de longues années. Il démissionna du journal à la fin de l'affaire Dreyfus.
Passionné par l'Espagne et la Catalogne, où il effectua de nombreux voyages, il fut très proche de l'écrivain catalan Narcis Oller, d'Emilia Pardo Bazán, de José María de Pereda, de Benito Pérez Galdós et d'Ernesto Bark. De l'expérience espagnole, naquit un livre, Ocherki sevremennoi Ispanii 1884-1885, Notes sur l'Espagne contemporaine 1884-1885) (Izdanie, A.S.Souvorina, Saint-Pétersbourg, 1889).
En 1891, il épousa à Paris Teodosia Vasilievna Vandacourova, jeune chirurgien dentiste, diplômée de la Faculté de Médecine de Paris, venant de Barnaoul, ville de l'Altaï, au sud-ouest de la Sibérie. Le couple eut quatre enfants : Nathalie, André, Nicolas et Jean.
Des textes et essais ainsi qu'une abondante correspondance avec Émile Zola, Ivan Tourgueniev, Anton Tchekhov, Benito Pérez Galdós, José María de Pereda, Lev Tikhomirov, Guy de Maupassant, Narcis Oller, Piotr Lavrov, Gregoire Wyroubov, Vladimir Nemerovitch-Dantcheko, Auguste Rodin, J.-H. Rosny aîné (avec qui il traduisit La Sonate à Kreutzer de Léon Tolstoï), Emilia Pardo Bazán et beaucoup d'autres sont conservés au Département des manuscrits, Division occidentale à la Bibliothèque nationale de France et en Espagne dans différentes bibliothèques et musées.
Un album de dessins « Anonymes russes du XIXe siècle » appartenant à Isaac Pavlovski est conservé au musée du Louvre, Département des arts graphiques. Il contient des portraits d'Isaac Pavlovski par Michel Korochanski et Paul Troubetskoy, un portrait-charge par Mary Duruy, un portrait de Teodosie Pavlovski par un anonyme, un portrait de Lily, leur fille, par Mary Eristoff-Kazak ainsi qu'un autoportrait du peintre Alexandre Altmann, un autoportrait de Paul Troubetskoy et un dessin à l'encre violette de David Ossipovitch Widhopff.
Il est enterré au cimetière du Père-Lachaise (92e division).